# Grajalesia fasciculata
Grajalesia es un género monotípico de plantas herbáceas perteneciente a la familia Nyctaginaceae. Su única especie: Grajalesia fasciculata es originaria de Mesoamérica desde México hasta Nicaragua.

## Descripción
Son arbustos, árboles (raramente escandentes), que alcanzan un tamaño de 2–6 (10) m de alto, con pocas a numerosas espinas rectas (ligeramente curvadas), brotes espolonados comúnmente presentes en plantas estaminadas; plantas dioicas. Hojas subopuestas o fasciculadas, elípticas, obovadas o suborbiculares, 2–7 cm de largo y 1–3 cm de ancho, ápice agudo a obtuso o redondeado, base aguda y decurrente, margen entero, glabras o puberulentas en el nervio principal del envés; pecíolo 0.4–1.2 cm de largo. Inflorescencia solitaria axilar (pistilada) o terminal en brotes espolonados axilares y cortos (estaminadas), cimas paniculadas capituliformes o umbeliformes, pedúnculo rojizo-tomentoso a velutino, flores sésiles o con pedicelo hasta 0.5 mm de largo (en fruto hasta ca 4 mm de largo), bractéolas 3, 0.5–0.7 mm de largo, directamente subyacentes al cáliz, flores verdes; inflorescencias estaminadas (1) 2–6 fasciculadas, pedúnculo 3–14 mm de largo, cáliz campanulado, 2–4 mm de largo y 3–4.5 mm de ancho, rojo víscido-tomentoso, 3 o 4 (5) lobos cortamente agudos o ápice undulado, estambres 6, desiguales, exertos, pistilodio presente; inflorescencias pistiladas solitarias, pedúnculo 2–7 mm de largo(en fruto 1.2–2 cm de largo), cáliz angostamente tubular, 1.5–2 mm de largo y 0.7 mm de ancho, rojo víscido-tomentoso, 3 o 4 lobos corta a levemente undulados, estaminodios reducidos a un collar poco profundo en la base del ovario, estilo exerto, estigma fimbriado. Antocarpo 3-alado, subcilíndrico, 0.9–1.8 cm de largo y 0.5–1.2 cm de ancho, sin glándulas, glabro (excepto por las puntas retenidas del cáliz), verde claro o amarillo.

## Taxonomía
Grajalesia fasciculata fue descrita por (Standl.) Miranda y publicado en Boletín de la Sociedad Botánica de México 29: 34. 1965.
Sinonimia
- Grajalesia ferruginea Miranda
- Pisonia fasciculata Standl.